# Orange Trees
«Orange Trees» es una canción de la cantante británica Marina. Se lanzó para descarga digital y transmisión como el tercer sencillo del álbum Love + Fear el 1 de marzo de 2019 por Atlantic Records. Fue escrito por Marina, Oscar Görres, Erik Hassle y Jakob Jerlstrom, mientras que Görres lo produjo. Atlantic encargó varios remixes de la canción y los lanzó a lo largo de 2019, incluido uno producido por el DJ alemán Claptone. Una versión acústica de la canción aparece en la séptima obra extendida de Marina, Love + Fear (Acoustic) (2019).

## Antecedentes
Para marcar una nueva era en su carrera, Marina declaró a través de Twitter en 2018 que quitaría el apodo de "and the Diamonds" de su nombre artístico para lanzar música simplemente como Marina (estilizada en mayúsculas ), y explicó que: "Se necesitó me bastante más de un año para darse cuenta de que una gran parte de mi identidad fue atado en quién era yo como artista ... y no quedaba mucho de lo que yo era". Tras el anuncio, lanzó «Baby» con Clean Bandit, su primer sencillo nuevo con su nuevo nombre. Ella anunció Love + Fear 14 de febrero de 2019, su cuarto álbum de estudio y el primero como Marina. La lista de canciones se reveló el mismo día, que reveló «Superstar» como la tercera pista del álbum.
«Orange Trees» fue lanzado para descarga digital y transmisión como sencillo en los Estados Unidos el 22 de marzo de 2019 a través de Atlantic Records. En Rusia, la canción se lanzó como sencillo para retransmisión y se distribuyó en estaciones de radio de éxito contemporáneas a partir del 1 de abril de 2019.  Atlantic encargó un total de cuatro remixes para «Orange Trees». Todos aparecieron por primera vez en el CD promocional del Benelux, pero luego se lanzaron por separado para su descarga digital y transmisión. Fue producido por el músico inglés Benjamin Fletcher.

## Composición y lírica
Musicalmente es una canción electropop e indie pop con un ritmo tropical. Según Musicnotes.com, se establece en tiempo común y tiene un tempo moderado de 101 latidos por minuto. La tonalidad de la canción está en si mayor, con el rango vocal de Marina abarcando una octava completa, desde F 3 a G 4 en notación de tono científico. A lo largo de los tres versos de la canción, el rango vocal avanza en la progresión de acordes de E – F♯ – EF♯ – B / D♯.

## Video musical
El video musical fue dirigido por la directora inglesa Sophie Muller, quien previamente había colaborado con Marina en el video de «Handmade Heaven». La imagen fue filmada en un lugar en Puerto Vallarta en Jalisco, México en una villa privada y playa. Más tarde se anunció que el video musical se lanzaría a las 10:00 a. m. ( PST ) del 22 de marzo de 2019. Finalmente, se cargó en la cuenta oficial de YouTube de Marina en la fecha programada. El video comienza siguiendo a Marina mientras camina por una propiedad frente al mar en Puerto Vallarta. La siguiente escena la muestra descansando en una piscina infinita con dos amigas; para el primer coro, se le unen sus amigos en la playa, mientras se dan la mano y bailan en las olas.  En otra toma, Marina posó con un vestido verde frente a una pared de flores. Otras escenas la muestran bailando en la arena de la playa en un traje de baño de una pieza y parada en un muelle mientras contempla el agua circundante. Muchas de las tomas del video se editaron con un filtro de color para resaltar un tono anaranjado fuerte.

## Créditos y personal
Créditos adaptados de las notas del álbum.
- Marina Diamandis - voz
- Serban Ghenea - mezcla
- Oscar Göerres - claves, percusión, productor, programación, escritor
- John Hanes - ingeniero de mezcla
- Erik Hassle - guitarra
- Dave Kutch - masterización

## Historial de lanzamiento
| País           | Fecha               | Formato                     | Edición                                               | Discográfica | Ref    |
| -------------- | ------------------- | --------------------------- | ----------------------------------------------------- | ------------ | ------ |
| Estados Unidos | 22 de marzo de 2019 | Descarga digital, streaming | Original                                              | Atlantic     |        |
| Rusia          | 1 de abril de 2019  | Contemporary hit radio      | Original                                              | Atlantic     | [ 13 ] |
| Varios         | 19 de abril de 2019 | Descarga digital, streaming | Danny Dove Remix                                      | Atlantic     | [ 14 ] |
| Varios         | 31 de mayo de 2019  | Descarga digital, streaming | Bearson Remix                                         | Atlantic     | [ 15 ] |
| Varios         | 7 de junio de 2019  | Descarga digital, streaming | Claptone Remix                                        | Atlantic     | [ 16 ] |
| Varios         | 14 de junio de 2019 | Descarga digital, streaming | Michael Goldwasser & Easy Star All-Stars Reggae Remix | Atlantic     | [ 17 ] |